# Gymnodamaeus kazakhstanicus
Gymnodamaeus kazakhstanicus är en kvalsterart som först beskrevs av Bayartogtokh och Smelyansky 2002.  Gymnodamaeus kazakhstanicus ingår i släktet Gymnodamaeus och familjen Gymnodamaeidae. Inga underarter finns listade i Catalogue of Life.